# Saint-Janvier-de-Joly
Saint-Janvier-de-Joly är en kommun i provinsen Québec i Kanada. Den ligger i regionen Chaudière-Appalaches, i den sydöstra delen av landet, 300 km öster om huvudstaden Ottawa.